# Tiếng Đức Texas
Tiếng Đức Texas (tiếng Đức: Texasdeutsch) là một nhóm phương ngữ tiếng Đức được nói bởi con cháu của những người Đức định cư ở Texas vào giữa thế kỷ 19. Những "người Đức Texas" này đã thành lập các thị trấn Bulverde, New Braunfels, Fredericksburg, Boerne, Pflugerville, Walburg và Comfort ở Texas Hill Country, Muenster ở North Central Texas, và Schulenburg, Brenham và Weimar ở mạn đông.

## Lịch sử
Trong khi hầu hết các ngôn ngữ di sản ở Hoa Kỳ mai một ở thế hệ thứ ba, tiếng Đức Texas lại khác ở chỗ hầu hết người Texas vẫn tiếp tục nói tiếng Đức trong nhà và cộng đồng của họ trong nhiều thế hệ sau khi định cư tại tiểu bang, bang Texas công nhận tiếng Đức có địa vị ngang bằng với tiếng Tây Ban Nha từ năm 1846 cho đến Thế chiến I, khi quy tắc giáo dục ở Texas yêu cầu bắt buộc chỉ dạy tiếng Anh, yêu cầu trẻ em học tiếng Anh ở trường bất kể bên ngoài nói thứ tiếng nào. Do sự đồng hóa của các cộng đồng này và sự thù địch công khai đối với tiếng Đức trong cả Thế chiến I và Thế chiến II, những người nói tiếng Đức Texas ở Texas bị cuốn theo tiếng Anh và chỉ số ít truyền ngôn ngữ cho con cháu của họ. Đến năm 1950, số lượng người nói mới của ngôn ngữ này gần như bằng không.
Tiếng Đức Texas là phương ngữ đang bị đe doạ, vì nó hiện gần như chỉ được nói bởi một vài người Đức Texas lớn tuổi.
Hiện tại, Tiến sĩ Hans Boas tại Đại học Texas đang ghi âm và nghiên cứu phương ngữ này, xây dựng dựa trên nghiên cứu ban đầu được thực hiện bởi Tiến sĩ Glenn Gilbert của Đại học Nam Illinois Carbondale vào những năm 1960.

## Phân bố và dân số hiện tại

Quận Gillespie

Theo điều tra dân số năm 2000 của Hoa Kỳ, khoảng 1.035 người báo cáo nói tiếng Đức tại nhà ở Fredericksburg, thị trấn có cộng đồng người nói tiếng Texas lớn nhất Texas, chiếm 12,48% tổng dân số. Quận Gillespie, với các cộng đồng của Fredericksburg, Harper, Stonewall và Luckenbach, có dân số nói tiếng Đức là 2.270 người, chiếm 11,51% tổng dân số của quận. Tổng cộng, có 82.100 người nói tiếng Đức cư trú tại bang Texas, bao gồm cả người nói tiếng Đức Châu Âu.